# 紫金县
紫金县位于中国广东省中部、东江中游东岸，属于河源市管辖，东边与广东省五华县相邻，南边与广东省惠东县、陆河县相邻，西边与广东省博罗县、惠州市惠城区相邻，北边与广东省东源县相邻。縣人民政府駐紫城镇。

## 行政区划
紫金县下辖18个镇：
紫城镇、龙窝镇、九和镇、上义镇、蓝塘镇、凤安镇、义容镇、古竹镇、临江镇、柏埔镇、黄塘镇、敬梓镇、水墩镇、南岭镇、苏区镇、瓦溪镇、好义镇和中坝镇。

## 建縣緣由
紫金建縣前，分屬長樂（即今梅州市五華縣）、歸善（即今惠州市惠城區、惠陽區及惠東縣境內）兩縣地。
明世宗嘉靖年間（1522年~1566年），兩縣農民、礦工起義不斷，範圍延及興寧、程鄉（即今梅州市梅江區及梅縣區）、揭陽（即今揭陽市榕城區、揭東區及揭西縣）、河源（即今河源市源城區及東源縣）、龍川、博羅、海豐及東莞等縣，均以歸善縣古名都、寬得都和長樂縣琴江都為大本營。其中歸善縣青溪磜頭山礦工起義持續20多年。省、州府數次派兵征剿，因幅員廣、山瀝多、易聚散，而未見顯效。
嘉靖四十五年（公元1566年），兩廣總督吳桂芳派重兵第五次征剿，鎮壓起義。為保安靖，明穆宗隆慶三年（1569），朝廷批准割劃歸善縣古名都（秋香江流域）、寬得都（柏埔河、義容河流域），長樂縣琴江都（琴江上游流域）設立「永安縣」，取『永遠安定』之意。以古名都烏石約安民鎮（今紫城鎮）為縣治，建築縣城。
因縣名與福建省延平府永安縣（即今福建省永安市）相同，且其建縣於明景帝景泰三年（1452年），早117年設縣，中華民國3年（1914年），中央政府（袁世凱北洋政府）批准廣東省永安縣改名為『紫金縣』（因縣城有紫金山而得名）。

## 歷史沿革
縣域曾發現新石器時代至近現代文物，說明本縣長期有人類聚居。
紫金地域，春秋時期屬百越地。
戰國時期属楚國。
秦代起屬南海郡博羅、龍川兩縣地。
隋唐為歸善（即今惠州市惠城區、惠陽區及惠東縣境）、興寧（即今梅州市興寧縣級市）兩縣地。
宋元為歸善、長樂（即今梅州市五華縣）兩縣地。
明隆慶三年（1569年）置永安縣，屬惠州府，清代沿之。
中華民國元年（公元1912年）屬廣東省都督府。
民國3年（公元1914年）改「永安縣」為『紫金縣』，屬潮循道。
民國15年（公元1926年）隸屬東江各屬行政公署。
民國26年（公元1937年）隸屬第四行政督察區。
民國38年（公元1949年）改屬第二行政督察區。
1949年5月，中國共產黨領導中國人民解放軍佔領紫金縣，隸屬於東江專區。
1952年改屬粵東行政區。
1956年隸屬惠陽專區。
1959年改屬汕頭專區。
1963年復屬惠陽地區。
1988年改屬河源市。

## 民族 人口
紫金县以汉族客家人为主。
根據第七次全国人口普查數據，截至2020年11月1日零時，紫金縣常住人口為469100人。

## 语言
全县通用客家话，属纯客家县。

## 经济
2007年，全县的地区生产总值为46.7亿元，工农业生产总值为55.21亿元。

## 旅游
比较著名的景点有：紫金观、庙子石南母寺、 越王石、道姑岩、武顿山、白溪水库风景区、九和温泉（御临门温泉度假村）、天字嶂。

## 交通
全县通车总里程1960公里。
- 济广高速、 广龙高速、 236国道、 355国道过境。
- 河源東站：赣深客运专线

## 名人
- 鍾時行（1737年生，卒年不詳），1774年（清代乾隆三十九年）甲午科中舉，出任高州府廉江縣令.
- 孫鼎標（生卒年不詳），明朝末年，響應本縣解元鍾丁先的抗清義舉，於1651年（清順治八年）至1656年（順治十三年），與永安縣（今天的紫金縣）令王孫蘭大小百十戰，聲震清廷.
- 李榮泰（1884年至1914年）： 受國父孫中山所託，在縣內組織討伐袁世凱的義軍，可惜最後事敗被殺
- 彭滂沱： 1956年（民國45年）在臺北市出生，學者、外交官及前行政院新聞局官員，主要著作有《德國問題與歐洲秩序》，《天擇一猶太人的故事》等等
- 張美妮
- 彭新為
- 張運娣

香港，臺灣鄕親及海外鄉親概況：
根據香港紫金聯誼總會提供的資料，祖籍紫金縣的香港同胞約有十萬之眾. 一些祖籍紫金縣的臺灣同胞加入臺北市等地的惠州同鄉會. 另外，馬來西亞河源同鄉會透露，該國也有紫金籍鄉親，具體人數待攷. 馬來西亞以外的紫金籍華人情况待攷.